# Henryk Beyer
Henryk Beyer (ur. 17 kwietnia 1932, zm. 27 sierpnia 1989) – polski koszykarz, multimedalista mistrzostw Polski, po zakończeniu kariery zawodniczej – trener koszykarski.

## Osiągnięcia

### Zawodnicze
- Mistrz Polski (1949, 1951, 1955, 1958)
- Wicemistrz Polski (1948, 1950)
- Brązowy medalista mistrzostw Polski (1956)
- Zdobywca pucharu Polski (1954, 1955)

### Trenerskie
- Wicemistrzostwo Polski juniorek (1963)